# Voogdij Windegg

Wapen van Windegg

De Voogdij Windegg ook Voogdij Gaster genaamd was een condominium (voogdij of landvoogdij) van de kantons Glarus en Schwyz.
De voogdij ontstond toen de Habsburgers op 9 april 1388 de Slag bij Näfels verloren hadden en ze het grootste deel van hun bezittingen moesten opgeven. De gebieden in de regio Gaster werden onderdeel van de voogdij Windegg, die naar de burcht Niederwindegg bij Schänis is vernoemd. In 1406 gaven de Habsburgers de voogdij aan het Graafschap Toggenburg in leen en na het uitsterven van de laatste graaf werd de voogdij onderdeel van de kantons Schwyz en Glarus. De bestuurders van de kantons in toerbeurt twee jaar voogd van de voogdij. De voogdij werd een condominium in het Oude Eedgenootschap. De status van de voogdij Windegg ging in de loop van de tijd achteruit, de burcht Windegg verviel. De landvoogd had geen plichten meer om voor de  residentie, maar hij bleef de oude naam Gaster gebruiken. Deze naam is een verwijzing naar het Latijnse Castrum dat verwijst naar  Romeinse aanwezigheid in het gebied.
De voogdij Gaster was ingedeeld in zes Tagwen (Gerichtsbezirke): Quarten met Murg en Quinten,  Amden, Schänis, Kaltbrunn, Benken en Weesen. Weesen had een uitzonderingspositie omdat het een eigen rechtbank en ondervoogd bezet. Gommiswald, dat eerst bij Banken hoorde, wird onderdeel van het Graafschap Uznach.
De gemeenten van Gaster die tijdens de Reformatie het meest protestant waren geworden, werden na de overwinning van de katholieke kantons bij Kappel in 1531 gedwongen om weer katholiek te worden. De rechten van de plattelandsbewoners werden na deze gebeurtenis ingeperkt. Het rijksabdij Schänis bleef ondanks alle gebeurtenissen bestaan en was tot de opheffing van het klooster in 181a1 de grootste grondbezitter in de voogdij Windegg.
In de Helvetische Republiek werd Gaster een onderdeel van het kanton Linth dat na de Mediationsakte in 1803 werd het gebied onderdeel van de kanton Sankt Gallen werd. De bevolking wilde eigenlijk aansluiten bij het kanton Schwyz. In het kanton Sankt Gallen werd uit  het hele gebied van het voormalige kanton Linth met Rapperswillj het district Uznach gevormd. In 1831 werd dit gebied opgedeeld in twee districten namelijk See en Gaster. Na de hervormingen van 2001 tot het Landkreis See-Gaster samengevoegd.